# Paweł Rańda
Paweł Rafał Rańda (født 20. marts 1979 i Wrocław) er en polsk letvægtsroer. 
Han vandt til Sommer-OL 2008 en sølvmedalje i klassen letvægtsfirer u. styrmand, hvor han roede sammen med Łukasz Pawłowski, Bartłomiej Pawełczak og Miłosz Bernatajtys. 
Han har for sin sportpræstation modtaget det gyldne fortjenesteskors, der gives til polske borgere som har ydet noget specielt for staten.